# فرد ريان
فرد ريان (بالإنجليزية: Fred Ryan)‏ هو مسير أعمال أمريكي، ولد في 12 أبريل 1955 في تامبا في الولايات المتحدة.